# Skagafjörður
För andra betydelser, se Skagafjörður (olika betydelser).

Skagafjörður är en bukt på den norra delen av Island, mellan Tröllaskagi och Skagi. Den är 40 kilometer lång och 15 kilometer bred på det bredaste stället. Den är omgiven av 1200 meter höga fjäll. I bukten finns de tre öarna Málmey, Drangey och Lundey.

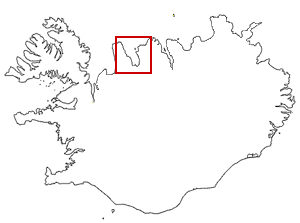
Skagafjörður markerad på Islands karta
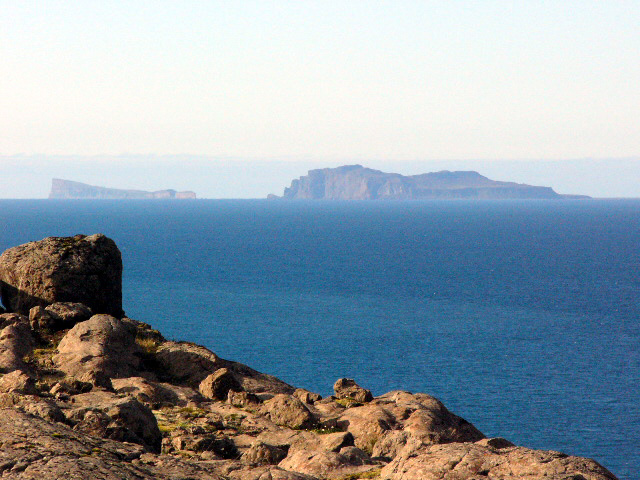
Skagafjörður med ön Drangey till vänster och ön Málmey till höger.